# Кингман (Аризона)
Кингман (енгл. Kingman) град је у америчкој савезној држави Аризона. По попису становништва из 2010. у њему је живело 28.068 становника.

## Демографија
Према попису становништва из 2010. у граду је живело 28.068 становника, што је 7.999 (39,9%) становника више него 2000. године.
| Група             | 2000.          | 2010.          |
| Белци             | 17.119 (85,3%) | 22.806 (81,3%) |
| Афроамериканци    | 111 (0,6%)     | 289 (1,0%)     |
| Азијати           | 288 (1,4%)     | 469 (1,7%)     |
| Хиспаноамериканци | 1.856 (9,2%)   | 3.503 (12,5%)  |
| Укупно            | 20.069         | 28.068         |